# 古城乡 (清丰县)
古城乡，是中华人民共和国河南省濮阳市清丰县下辖的一个乡镇级行政单位。

## 行政区划
古城乡下辖以下地区：
古城集村、张营村、唐营村、乔营村、东伏店村、西伏店村、官路边村、刘村、程村、范村、叶村、前张六村、后张六村、马庄村、吕家村、徐家庄村、吴家村、大高村、前囤上村、后囤上村、董村、西王庄村、齐家村、梁村和临河村。